# Wethau (gmina)
Wethau – gmina w Niemczech, w kraju związkowym Saksonia-Anhalt, w powiecie Burgenland, wchodzi w skład gminy związkowej Wethautal.
1 stycznia 2010 do gminy Wethau przyłączono gminę Gieckau.